# Меркеаша (Брашов)
Меркеаша (рум. Mercheașa) насеље је у Румунији у округу Брашов у општини Хомород. Oпштина се налази на надморској висини од 468 m.

## Становништво
Према подацима из 2002. године у насељу је живело 534 становника.

### Попис2002.
| Расподела становништва по националности 2002.‍ | Расподела становништва по националности 2002.‍ | Расподела становништва по националности 2002.‍ | Расподела становништва по националности 2002.‍ | Расподела становништва по националности 2002.‍ |
| --------------------------------------------- | --------------------------------------------- | --------------------------------------------- | --------------------------------------------- | --------------------------------------------- |
|                                               |                                               |                                               |                                               |                                               |
| Румуни                                        | Румуни                                        |                                               | 270                                           | 50,6%                                         |
| Мађари                                        | Мађари                                        |                                               | 35                                            | 6,6%                                          |
| Роми                                          | Роми                                          |                                               | 220                                           | 41,2%                                         |
| Немци                                         | Немци                                         |                                               | 9                                             | 1,7%                                          |